# Mathias Achatz (Koch)
Mathias Achatz (* 31. Dezember 1987 in Bogen) ist ein deutscher Koch. 

## Leben
Achatz entstammt einer Gastronomenfamilie in Welchenberg. Seit 1882 ist der Gutshof aus dem 16. Jahrhundert im Familienbesitz. Um 1980 übernahmen Mathias Achatz Eltern Ingrid und Josef Achatz den Gutshof in vierter Generation.

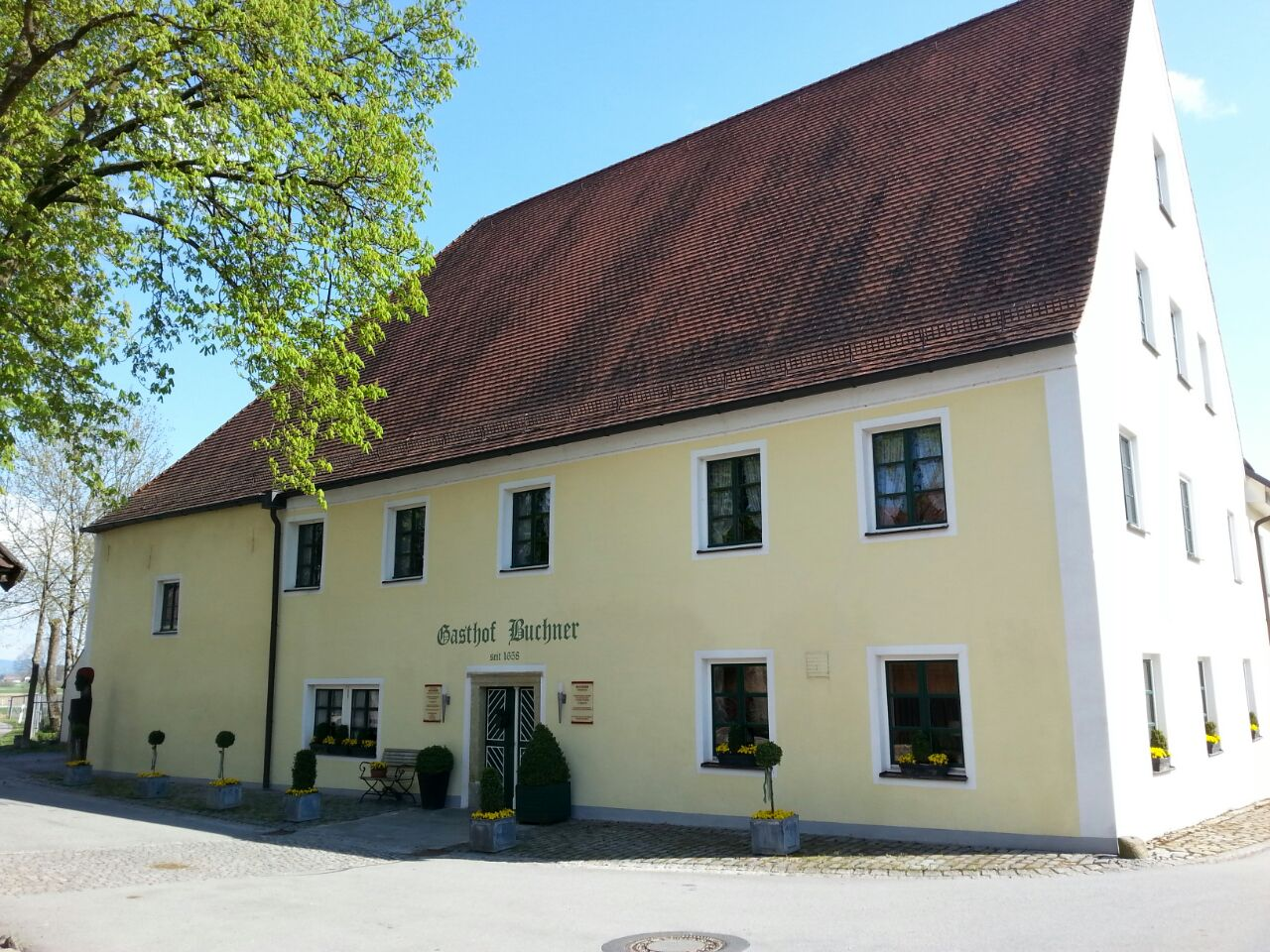
Restaurant Buchner

Mathias Achatz absolvierte seinen Abschluss 2008 in der Residenz Heinz Winkler (zwei Michelin-Sterne) und kochte dort ein weiteres Jahr. 2009 wechselte er zum Restaurant Cheval Blanc bei Peter Knogl in Basel (zwei Michelin-Sterne). 2011 kochte er im La Maison Troisgros bei Michel Troisgros in Roanne (zwei Michelin-Sterne). Ab Mai 2012 bis besuchte er die Meisterschule in Regenstauf. Im  Februar 2013 wechselte er zum Restaurant Amador bei Juan Amador in Mannheim (drei Michelin-Sterne), gefolgt von einem weiteren Jahr bei Heinz Winkler.
Seit Februar 2014 ist er Küchenchef im elterlichen Restaurant Buchner in Welchenberg, das im November 2015 mit einem Michelin-Stern ausgezeichnet wurde.
Sein jüngerer Bruder Andreas (* 1989) ist als Restaurantfachmann und Sommelier seit November 2013 im elterlichen Betrieb. Er hat ebenfalls in der Sterne-Gastronomie bei  Heinz Winkler und Christian Bau gearbeitet.

## Auszeichnungen
- Seit 2015: ein Michelin-Stern für das Restaurant Buchner